# Velodrom Letná
Velodrom Letná je zaniklá cyklistická dráha, která se nacházela spolu s dalšími sportovišti na Letenské pláni v Praze 7 mezi ulicemi Milady Horákové a jižním svahem Letenských sadů. Přes jeden kilometr dlouhá dráha byla situována ve směru jihozápad-severovýchod.

## Historie
Klopená cyklistická dráha na Letné byla postavena roku 1921 a jednalo se o dosud nejdelší dráhu v Praze (1 125 m). Uvnitř tohoto oválu byly pořádány také klusácké závody. Velodrom byl součástí velkého sportovního areálu, kde se hrál fotbal, hokej a tenis, dráhu zde měli atleti a na Letné každé čtyři roky pořádal Sokol své slety. Velodrom těsně sousedil se stadionem Slavie z roku 1901.
Velodrom i další sportoviště byly zrušeny roku 1932, na místě fotbalových hřišť S.K. Slavie, D.F.C. a L.T.C. Letná stojí budovy Ministerstva vnitra (1938), Národního technického muzea (výstavba 1938–1941) a Gymnázia Nad Štolou (1961–1963), pod bývalým areálem byl v letech 1949–1953 vybudován Letenský tunel.